# Vimolj pri Predgradu
Vimolj pri Predgradu je naselje v občini Kočevje.